# Плотникова, Александра Петровна (ткачиха)
Александра Петровна Плотникова (11 августа 1941, Муравка, Куйбышевская область — 7 июля 2022, Оренбург) — передовик советской лёгкой промышленности, ткачиха Оренбургского комбината шёлковых тканей Министерства текстильной промышленности РСФСР, полный кавалер ордена Трудовой Славы (1986).

## Биография
Родилась в 1941 году в посёлке Муравка Похвистневского района Куйбышевской области в русской крестьянской семье. В 1943 году отец погиб на фронте. Окончив обучение в школе в 1957 году она уехала работать в Узбекскую ССР, город Маргилан Ферганской области. Стала трудиться на местной ткацкой фабрике. Сначала работала ученицей, а затем самостоятельно работала на 20 станках при норме в 8. В девятой пятилетки выполнила 6 годовых заданий.
Указом Президиума Верховного Совета СССР от 21 апреля 1975 года была награждена орденом Трудовой Славы III степени.
в 1975 году по вызову была направлена в город Оренбург на работу на Оренбургский комбинат шёлковых тканей. Обслуживала 52 станка П-125-А при норме 26 станков.
Указом Президиума Верховного Совета СССР от 17 марта 1981 года была награждена орденом Трудовой Славы II степени.
В одиннадцатой пятилетки сумела выполнить одиннадцать годовых заданий. Обслуживала 52 станка при норме 22 станка. С неё брали пример многие работники фабрики.
Указом Президиума Верховного Совета СССР от 23 мая 1986 года «за успехи в выполнении заданий одиннадцатой пятилетки и социалистических обязательств» Александра Петровна Плотникова была награждена орденом Трудовой Славы I степени. Стала полным кавалером Ордена Трудовой Славы.
Находится на пенсии. Избиралась делегатом XXVI съезда КПСС и XVIII съезда компартии Узбекской ССР. Была членом Оренбургского обкома КПСС и депутатом Оренбургского горсовета.
Проживала в городе Оренбурге.

## Награды и звания
- Орден Трудовой Славы I степени (23.05.1986);
- Орден Трудовой Славы II степени (17.03.1981);
- Орден Трудовой Славы III степени (21.04.1975);
- медали.